# Патрік Фрайдей Езе
Патрік Фрайдей Езе (англ. Patrick Friday Eze, нар. 22 грудня 1992, Кадуна) — нігерійський футболіст, нападник сербського клубу «Младост» (Лучани).

## Ігрова кар'єра
Народився 22 грудня 1992 року в місті Кадуна. Вихованець юнацьких команд футбольних клубів «Аїя Бейбес» та «Замфара Юнайтед». У дорослому футболі дебютував 2011 року виступами за івуарійську команду «Африка Спортс», в якій провів два сезони. У своєму першому сезоні на професійному рівні разом з командою виграв національний чемпіонат. У футболці «Африка Спортс» грав також у кваліфікації Ліги чемпіонів КАФ 2012.
Влітку 2013 року переїхав до Європи, де підписав контракт з клубом сербської Суперліги «Рад». Під час зимового трансферного вікна 2014 року перейшов до іншого клубу вищого дивізіону чемпіонату Сербії «Напредака» (Крушевац). Влітку 2014 року став гравцем «Младості» (Лучани), який щойно підвищився в класі. 7 березня 2015 року відзначився хет-триком а переможному (3:2) домашньому матчі чемпіонату проти «Спартака» (Суботиця). Езе завершив сезон з 15-ма голами як найкращий бомбардир чемпіонату.
У липні 2015 року переїхав до Об'єднаних Арабських Еміратів, де підписав контракт з «Фуджайрою». Став найкращим бомбардиром команди в Професійній лізі ОАЕ 2015/16, відзначився 14-ма голами у 24-ти матчах, але не зміг врятувати клуб від вильоту. У липні 2016 року відправлений в оренду на сезон до представника Саудівської професійної ліги «Аль-Кадісія».
У серпні 2017 року перейшов у турецький клуб «Коньяспор», з яким підписав 3-річний контракт. У січні 2018 року його віддали в оренду «Денізліспору».
Провів півсезону без клубу, на початку 2019 року переїхав до Польщі та підписав контракт з «Ракувом» (Ченстохова). Допоміг команді виграти Першу лігу та отримати підвищення до Екстракласи.
З 2019 по 2020 рік грав за йорданський «Ар-Рамта» З 10 серпня 2020 року перебував на контракті у віце-чемпіона Албанії «Кукесі».
У липні 2021 року він перебрався в катарський «Аль-Аглі», але в січні 2022 року його контракт був розірваний. Після тривалого періоду часу перебування без клубу, у вересні 2022 року приєднався до клубу другого дивізіону чемпіонату Туреччини «Кечіоренгюджю» з Анкари.
До складу клубу «Младост» (Лучани) приєднався 2023 року. Станом на 31 серпня 2024 року відіграв за клуб з Лучан 30 матчів в національному чемпіонаті.

## Статистика виступів

### Клубна
Станом на 3 липня 2024 року
| Клуб                   | Сезон             | Ліга                        | Ліга  | Ліга | Нац. кубок | Нац. кубок | Кубок ліги | Кубок ліги | Конт. кубок | Конт. кубок | Загалом | Загалом |
| Клуб                   | Сезон             | Дивізіон                    | Матчі | Голи | Матчі      | Голи       | Матчі      | Голи       | Матчі       | Голи        | Матчі   | Голи    |
| ---------------------- | ----------------- | --------------------------- | ----- | ---- | ---------- | ---------- | ---------- | ---------- | ----------- | ----------- | ------- | ------- |
| «Рад»                  | 2013–14           | Суперліга Сербії            | 2     | 0    | 0          | 0          | —          | —          | —           | —           | 2       | 0       |
| «Напредак» (Крушевац)  | 2013–14           | Суперліга Сербії            | 3     | 0    | 0          | 0          | —          | —          | —           | —           | 3       | 0       |
| «Младост» (Лучани)     | 2014–15           | Суперліга Сербії            | 26    | 15   | 0          | 0          | —          | —          | —           | —           | 26      | 15      |
| «Фуджайра»             | 2015–16           | Про-ліга ОАЕ                | 24    | 14   | 0          | 0          | 3          | 3          | —           | —           | 27      | 17      |
| «Аль-Кадісія» (оренда) | 2016–17           | Про-ліга Саудівської Аравії | 24    | 5    | 2          | 3          | 1          | 0          | —           | —           | 27      | 8       |
| «Коньяспор»            | 2017–18           | Суперліга Туреччини         | 7     | 2    | 2          | 0          | —          | —          | 2           | 0           | 11      | 2       |
| «Денізліспор» (оренда) | 2017–18           | Перша ліга Туреччини        | 6     | 0    | 0          | 0          | —          | —          | —           | —           | 6       | 0       |
| «Ракув» (Ченстохова)   | 2018–19           | Перша ліга                  | 6     | 1    | 1          | 0          | —          | —          | —           | —           | 7       | 1       |
| «Кукесі»               | 2020–21           | Суперліга Албанії           | 33    | 15   | 2          | 2          | —          | —          | 2           | 1           | 37      | 18      |
| «Аль-Аглі» (Доха)      | 2021–22           | Ліга зірок Катару           | 11    | 4    | 0          | 0          | 7          | 6          | —           | —           | 18      | 10      |
| «Кечіоренгюджю»        | 2022–23           | Перша ліга Туреччини        | 12    | 0    | 1          | 1          | —          | —          | —           | —           | 13      | 1       |
| «Младост» (Лучани)     | 2023–24           | Суперліга Сербії            | 27    | 8    | 1          | 0          | —          | —          | —           | —           | 28      | 8       |
| Усього за кар'єру      | Усього за кар'єру | Усього за кар'єру           | 181   | 64   | 9          | 6          | 11         | 9          | 4           | 1           | 205     | 80      |

## Досягнення
«Африка Спортс»
- Ліга 1
  -  Чемпіон (1): 2011

«Ракув» (Ченстохова)
- Перша ліга Польщі
  -  Чемпіон (1): 2018/19

Індивідуальні
- Найкращий бомбардир Суперліги Сербії: 2014/15
- Косманда сезону Суперліги Сербії: 2014/15